# Martin Haller (Journalist)

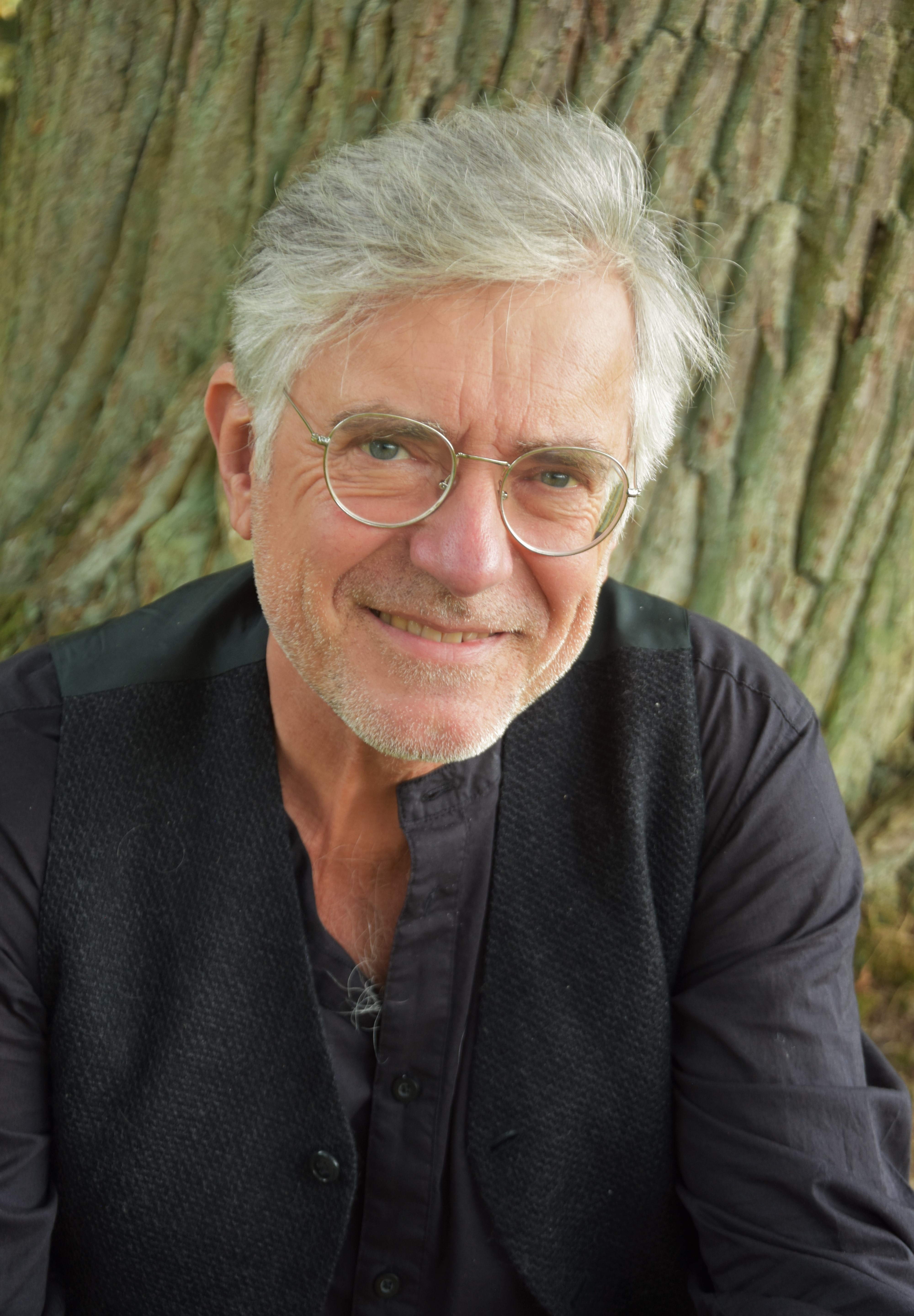
Martin Haller (2021)

Martin Haller (* 1959 in Wien) ist ein österreichischer Journalist und Sachbuchautor.

## Leben
Martin Haller erhielt eine pferdesportliche Ausbildung, betrieb Pferde- und Ponyzucht und führte ein Ponygestüt in Irland. Seine journalistische Tätigkeit umfasst Beiträge in deutschen, österreichischen, belgischen, englischen und irischen Fachmagazinen. Als Autor hat er verschiedene Sachbücher zu Pferden, Nutztieren und Hunden geschrieben. Zudem produzierte er auch einige Lehrfilme.
Haller lebte zeitweilig auf den britischen Inseln, die ein Themenschwerpunkt in seinen Werken sind. Ein weiterer ist die Doppelmonarchie Österreich-Ungarn. Seine Spezialgebiete sind Pferdebeurteilung, Pferderassen und -zucht sowie Rinderrassen und seltene Nutztiere.
Haller lebt mit seiner Familie in der Steiermark.

## Bücher
- Die Wiener Hofstallungen. Stadt der kaiserlichen Pferde, mit K. Kruck, Morawa, Wien, 2023, ISBN 978-3-99139-734-2.
- Kladruber und Lipizzaner. Die Kaiserpferde des Wiener Hofes, Morawa, Wien, 2020, ISBN 3-99070-484-2.
- Sisi – Die Kaiserin im Sattel, Morawa, Wien, 2018, ISBN 978-3-99070-480-6.
- Die Zucht des Halbblutpferdes in Österreich-Ungarn, mit H. Gawlik, Morawa, Wien, 2018, ISBN 3-99070-466-4.
- Eine Dynastie im Sattel. Die Pferde im Reiche der Habsburger, Morawa, Wien, 2018,  ISBN 3-99070-464-8.
- Habsburgs edle Rösser, mit H. Gawlik und G. Kugler, Morawa, Wien, 2017, ISBN 3-99070-472-9.
- Die Zucht des Halbblut-Pferdes in Österreich-Ungarn, mit H. Gawlik, Eigenverlag 2015.
- Alte Haus- & Nutztierrassen – neu entdeckt, Stocker, Graz 2015, ISBN 3-7020-0893-4.
- Der neue Kosmos Pferdeführer, Franckh-Kosmos, Stuttgart 2012, ISBN 978-3-440-13007-0.
- Pferde sicher transportieren, Stocker, Graz 2012, ISBN 978-3-7020-1350-9.
- Pferde richtig beurteilen: Praktisches Wissen für Reiter, Züchter, Käufer, Stocker, Graz 2011, ISBN 978-3-7020-1310-3.
- Die Britischen Rinderrassen, Asmussen, Gelting 2010, ISBN 978-3-935985-50-5.
- Pferde- und Ponyrassen aus aller Welt, Weltbild-Verlag, Augsburg 2007.
- Die Britischen Ponyrassen, Asmussen, Gelting 2006, ISBN 978-3-935985-26-0.
- Seltene Haus- & Nutztierrassen, Stocker, Graz 2005, ISBN 3-7020-0893-4.
- Lipizzaner – auf den Spuren der Kulturpferderasse, Cadmos, Brunsbeck 2003, ISBN 3-86127-384-5.
- Pferde unter dem Doppeladler: Das Pferd als Kulturträger im Reiche der Habsburger, Olms, Hildesheim / Zürich / New York, NY 2002, ISBN 978-3-487-08430-5.
- Ponys und Kleinpferde: Rassen, Reitweisen, Kauf, Haltung, Müller Rüschlikon, Cham 2001, ISBN 3-275-01368-8.
- Iberische Pferde; Rassen, Reitweisen, Kauf und Haltung, Müller Rüschlikon, Cham 2000, ISBN 3-275-01313-0.
- Kleine Fahrlehre, Müller Rüschlikon, Cham 1995, ISBN 3-275-01173-1.
- Ponys- große Liebe zu kleinen Pferden, BLV, München 1995, ISBN 3-405-14305-5.
- Ponys aus Irland: die Connemaras, Müller Rüschlikon, Cham 1994, ISBN 3-275-01058-1.
- Jack Russell-Terrier, Paul Parey, Hamburg 1992/1994 etc., ISBN 3-490-06619-7.